# النساء في العمارة

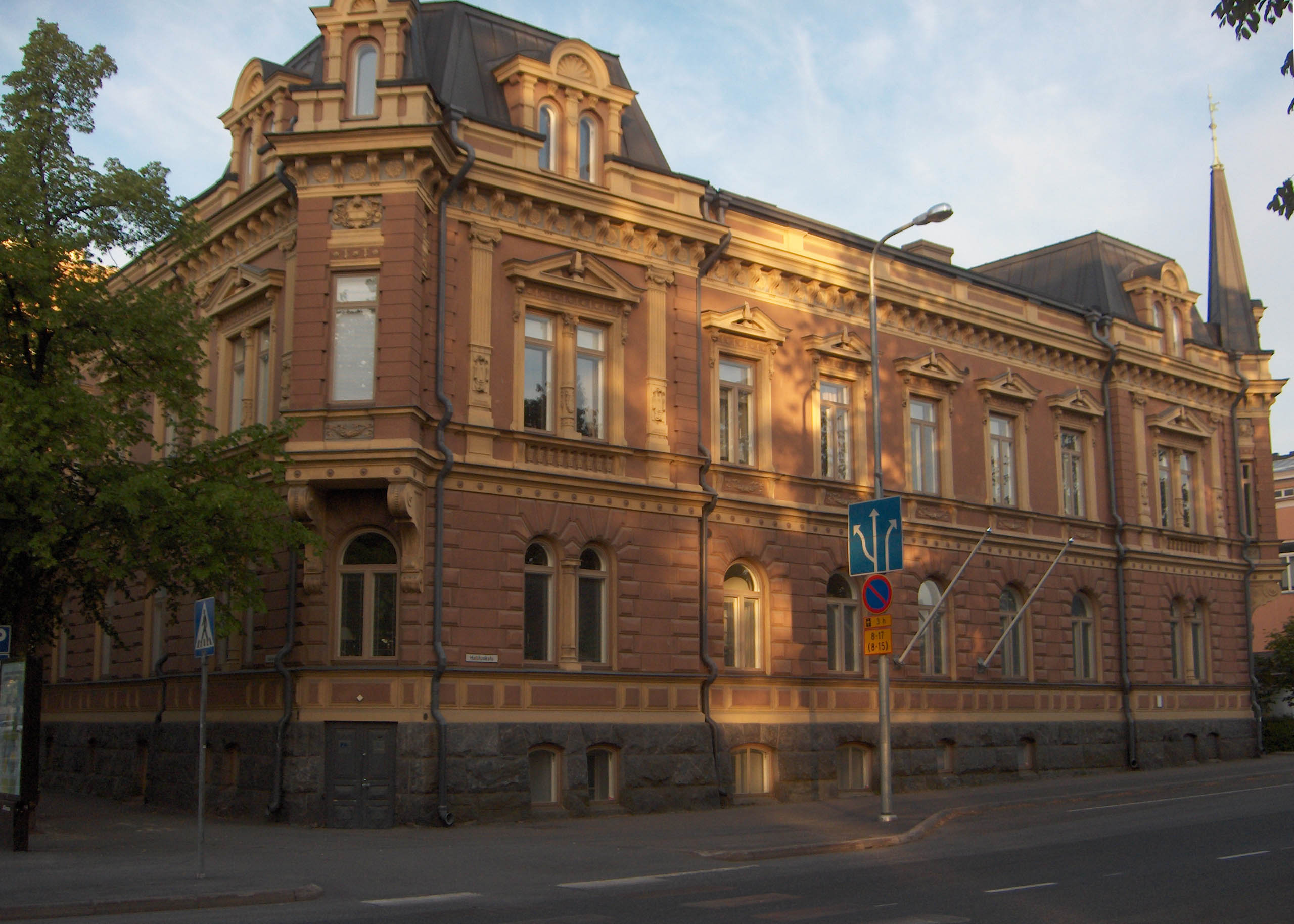
اول مبني تم تصميمه بواسطة مهندسة معمارية انثي مؤهلة (في فنلاندا)

لقد وُثِقَت المرأة في مجال العمارة لقرون عديدة كممارسة محترفة، كمعلمة وأيضا كعميلة. لقد تم تنظيم الهندسة المعمارية كمهنة عام 1857م وقد كان عدد النساء المشاركات آنذاك قليل جدا. في نهايات القرن التاسع عشر، بدأت بعض مدارس العمارة الأوروبية وبدأنا من فنلندا في إعطاء المرأة حق دراسة العمارة فيها. فقط وفي السنوات الأخيرة بدأت المرأة بتحقيق اعترافا واسع النطاق لكثير من المشاركات المتميزات بما في ذلك اثنتين من الفائزات بجائزة بريتزكرمنذ بداية هذه الألفية. ومع ذلك فبالرغم من حقيقة أن 40% من خريجي الهندسة المعمارية في العالم الغربي الحديث من النساء إلا أن عدد النساء اللاتي استطعن ممارسة العمل كمهندسة معمارية مسجلة وبترخيص لا يتجاوزال 12 %.

## نماذج قديمة
من بين نساء أوروبا هناك اثنتان قد برزتا كنموذجين قديمين في العمارة، والتصميم وكذلك تطوير المباني قيد الإنشاء. الأولى فرنسية وهي كاترين بريزونت (1492م-1526م) وهي عضوا فعالا في تصميم قلعة تشينونسيو المتواجدة في وادي لوار. فبينما كان زوجها مشاركا في الحروب الإيطالية استمرت كاترين بالعمل كمشرفة للأعمال البنائية وقد اتخذت الكتير من القرارات المعمارية الهامة في الفترة ما بين 1513م إلى 1521م. أما الأخرى فهي السيدة إليزابيث ويلبرهام البريطانية فقد ثبت أنها درست أعمال المهندس الهولندي بيتر بوست وكذلك أعمال المهندس بالاديو في فينيتوإيطاليا، وأيضا درست بناء قصر ستادرزيدينس في مدينة لاندسهوت في ألمانيا وقد تم ترشيحها كمهندسة للواتون هاوس في باكينجهامشير، إنجلترا وكثير من المباني الأخرى. وكذلك من المشار إليه أنها كانت معلمة للسير كريستوفر رن. وكذلك فقد استعانت السيدة ويلبرهام أيضا بالمهندسين الرجال للإشرف على الأعمال البنائية. أما في نهايات القرن الثامن فقد برعت المرأة الإنجليزية ماري تاونلي (1753م-1839م) والتي تلقت تعليمها من قبل السير جوشوا راينولدس وقد صممت العديد من الأبنية في رامزجيت الواقعة شمال شرق إنجلترا منها تاونلي هاوس والذي يعتبر كجوهرة معمارية. وأيضاً ساره لوش (1785م-1853م) امرأة إنجليزية أخرى وهي أيضا مالكة جزيرة رياي، وقد وُصِفَت بأنها المهندسة الأكثر رومانسية وعبقرية وأثرية. كانت كنيسة سانت ماري في مقاطعة كمبريا الواقعة في أنجلترا من أهم أعماها اللتي قامت بها ومع ذلك فلقد أسست العديد من البنايات الأخرى وكذلك الآثار.

## الروائد الجدد
وما زلنا مع الإنجليزيات فها هي صوفي جراي (1814م-1871م) زوجة روبرت جراي والذي أصبح أسقف مدينة كيب تاون عام 1847م أثبتت أنها مساعدة مقتدرة ليس فقط لكونها مساعدة زوجها في الالتزامات الإدارية والاجتماعية، فوق ذلك كله فقد صممت ما لا يقل عن 35 كنيسة في جنوب أفريقيا كلها على الطراز القوطي والذي أبدت اهتماما كبيرا به وقد اكتمل بناؤها جميعا ما بين عام1848م إلى عام 1880م.
لويز بلانشارد بيتون (1856-1913) من واترلوفي نيويورك. كانت الأميريكية الأولى التي عملت كمهندسة معمارية محترفة. ففي عام 1876عملت لويز كمصممة في مكتب المهندسين ريتشارد الفريد ويت (Richard A. Waite) و فرانكلين ولينغتون كولكينز ( F.W. Caulkins) في مدينة بوفالو، نيويورك مما يدل على أنها استطاعت إثبات نفسها في عمل كان من المعتقد أنه مهنة ذكورية. وبحلول عام 1881 استطاعت لويز بمساعدة زوجها روبرت بيتون أن تفتتح مكتبها الخاص في بوفالو وبهذا فقد توجت كأول امرأة قومية تتخذ الهندسة كحرفة.
ابنة صانع العربات، الأم جوزيف باريزو(Mother Joseph Pariseau) لم تكن فقط من النسوة الأوائل اللاتي عملن في مجال الهندسة في شمال أميريكا بل هي أيضا تعتبر رائدة في مجال العمارة في شمال غرب الولايات المتحدة. في عام 1856 توجهت الأم جوزيف إلى مدينة فانكوفر (واشنطن) بصحبة أربعة من الزميلات القادمات من مدينة مونتريال بكندا وهناك صممت 11 مشفى،7 أكاديميات، خمسة مدارس للأطفال الأميريكيين، وكذلك دارين للأيتام في منطقة تضم الآن كل من ولاية واشنطن، شمال أوريغون، أيداهو وأيضا مونتانا.

## معرض صور

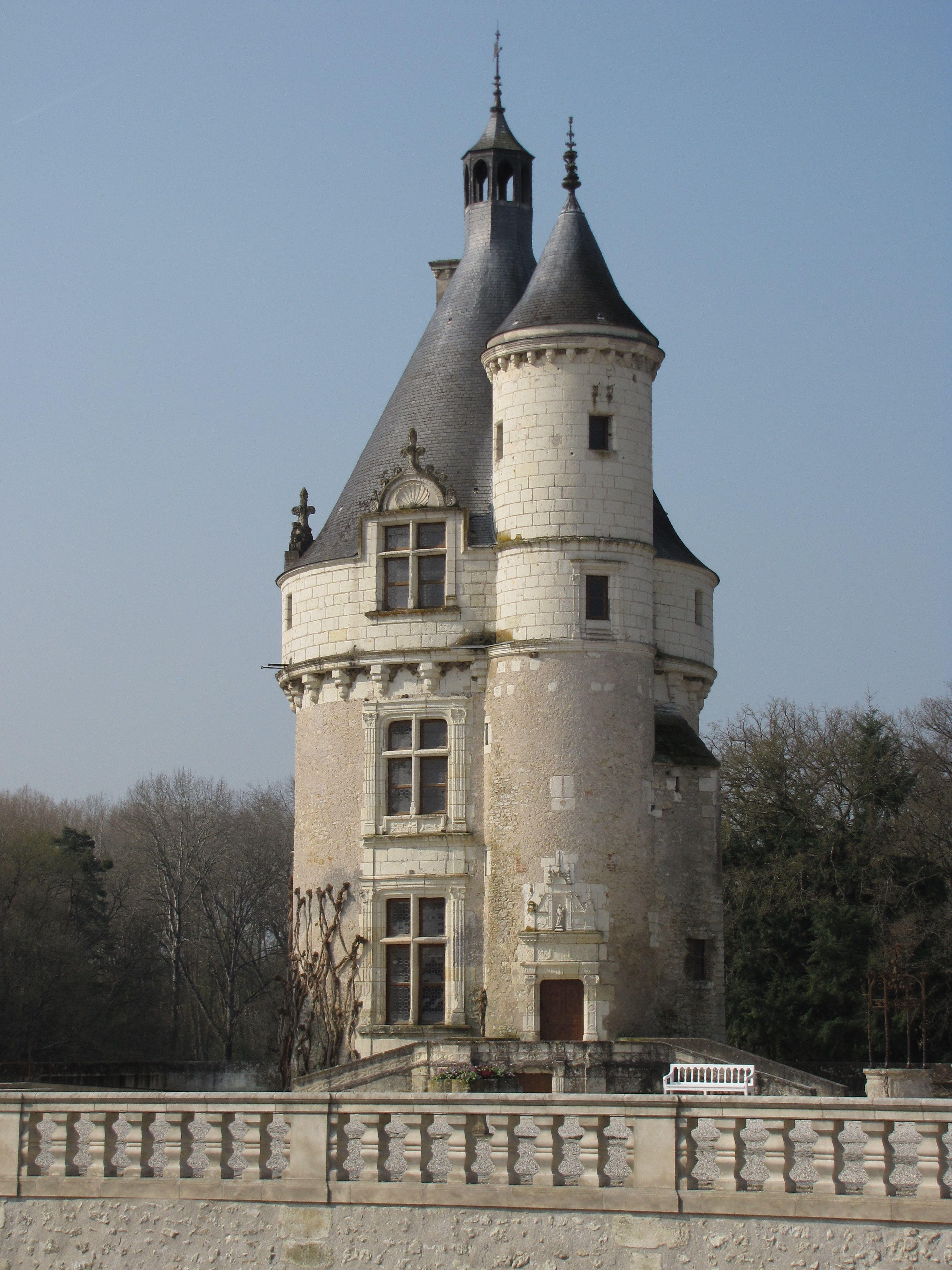
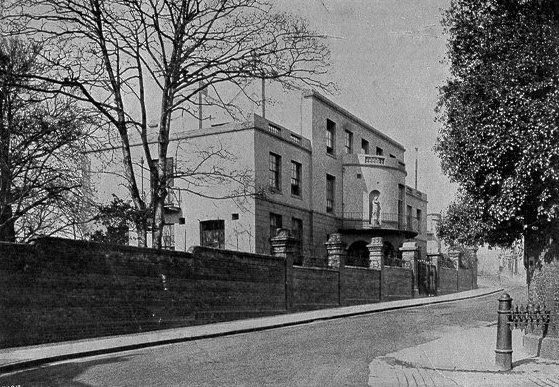
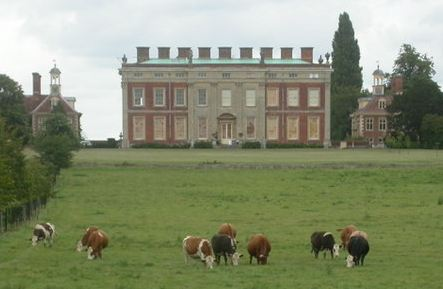
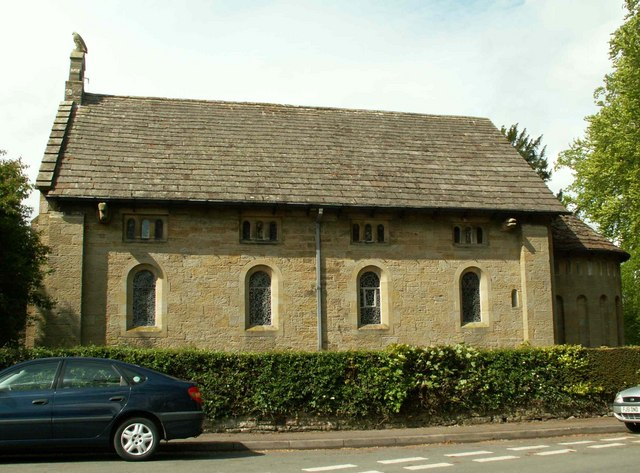